# جورج هنری توماس
جورج هنری توماس (انگلیسی: George Henry Thomas; ۳۱ ژوئیهٔ ۱۸۱۶ – ۲۸ مارس ۱۸۷۰) یک فرد نظامی اهل ایالات متحده آمریکا بود. توماس عضو نیروی زمینی ایالات متحده آمریکا و افسر ارتش اتحادیه با رتبهٔ ژنرالی بود، در زمان جنگ داخلی آمریکا یکی از فرماندهان اصلی نبرد بود. وی همچنین در جنگ آمریکا و مکزیک مشارکت داشت.